# Manel Menéndez
José Manuel Menéndez Erimia (Avilés, Asturias, España, 7 de enero de 1971), conocido como Manel, es un exfutbolista y entrenador de fútbol español. Se desempeñaba en sus inicios en la posición de centrocampista, aunque su posición más habitual fue la de defensor lateral en ambas bandas. Actualmente es el entrenador del Club Marino de Luanco de la Segunda Federación.

## Trayectoria

### Como futbolista
Comenzó a jugar en el equipo de su ciudad natal el Real Avilés, donde quedó campeón de Segunda B, ganando la liga y ascendiendo a Segunda División de España. En Segunda División jugo 2 temporadas acumulando más de 50 partidos en la categoría plata con 20 años y pasando a las filas del Real Oviedo en 1992. Tras dos años en el filial ovetense, Manel debuta con el primer equipo el 4 de septiembre de 1994, sustituyendo a Slaviša Jokanović en el descanso de un partido contra el R. C. D. Español que acabó con 4-2 para el equipo catalán. Esa campaña, la 1994/95 juega veinticuatro partidos, , pero a la siguiente ya se hace con un puesto fijo en las alineaciones que mantendría durante cuatro años y llegando a ser capitán del Real Oviedo.
En el verano de 1999 ficha por el R. C. Deportivo de La Coruña. Esa temporada los gallegos se hacen con el título de Liga. A partir de aquí comienza una serie de cesiones en el C. D. Numancia de Soria, C. D. Tenerife y Real Oviedo. La primera mitad de la temporada 2002/03 permaneció en el Deportivo de La Coruña entrenando sin ficha hasta que en el mercado invernal se sumó a las filas del Real Oviedo.
En la temporada 2003/04 recala en el C. F. Ciudad de Murcia y en la campaña siguiente en la S. D. Eibar. En su primera temporada en el equipo vasco, Manel quedaría a las puertas de ascender a Primera División de la mano del entonces técnico del club vasco, José Luis Mendilibar. En su segunda temporada en Eibar, el equipo sufrió importantes bajas que le habían llevado la temporada anterior a rozar el ascenso. El equipo no se supo recuperar de estas pérdidas, descendiendo a Segunda B al término de la temporada 2005/06. Sin embargo, en la campaña 2006/07 el equipo volvería a la categoría de plata del fútbol español quedando campeón de liga y ascendiendo en un play off con el Rayo Vallecano de Pepe Mel. Manel colgaría las botas al término de la temporada 2007/08, año que el Eibar finalizó en la decimotercera plaza y perseguidores a necesitar en 2 división que es su objetivo principal.

### Como entrenador
Nada más colgar las botas, Manel comienza a formarse como entrenador profesional. Entre los año 2009 y 2010, obtiene los títulos de entrenador juvenil, regional y nacional. Además, durante estos años también obtiene el título de director deportivo.
En su primera experiencia en los banquillos, Manel ejerce durante toda la temporada 2009/10 de segundo entrenador del equipo juvenil de Liga Nacional del Real Oviedo, al mando del también exjugador y excompañero Nikola Jerkan.
Una vez finalizada su temporada debut como segundo entrenador, Manel ficha como primer entrenador del equipo juvenil de Liga Nacional del Real Avilés Club de Fútbol. Junto a él, su amigo y excompañero en el  Real Club Deportivo de La Coruña y Club Deportivo Numancia de Soria, José Manuel Colmenero ficha como segundo entrenador. 
La temporada siguiente dirige con éxito la selección sub-16 de Asturias llegando a la fase final del campeonato de España
Dirige también al Astur juvenil de liga Nacional consiguiendo el ascenso a División de Honor.
El siguiente  año dirige al DH del Astur hasta el mes de enero donde ficha por el filial del Real Avilés que milita en 3ª división y salvando la categoría, pero descendiendo por el arrastre del primer equipo del club blanquiazul. En la temporada 2018/19 firma por el Club Deportivo Praviano, tras haber sido ayudante de Oli la campaña anterior en el Club Marino de Luanco de la misma categoría y disputando el play off de ascenso a 2B. 
El 22 de mayo de 2020, se hace oficial por el Club Deportivo Mosconia su fichaje como nuevo entrenador. El 11 de enero de 2021 rescinde contrato con la entidad de Grado, ante la oferta del Club Marino de Luanco con el que firma como nuevo entrenador.
En junio de 2023, la Sociedad Deportiva Compostela anunció de manera oficial la contratación del técnico avilesino por una temporada. El 15 de octubre de 2023, es destituido como entrenador del equipo compostelano.
El 23 de mayo de 2024 firmó con el Club Marino de Luanco, de nuevo, para entrenar al equipo que milita en la Segunda Federación.

## Clubes

### Como futbolista
| Club                         | País   | Temporada |
| ---------------------------- | ------ | --------- |
| Real Avilés                  | España | 1989-1992 |
| Real Oviedo "B"              | España | 1992-1994 |
| Real Oviedo                  | España | 1994-1999 |
| R. C. Deportivo de La Coruña | España | 1999-2000 |
| C. D. Numancia de Soria      | España | 2000-2001 |
| C. D. Tenerife               | España | 2001-2002 |
| Real Oviedo                  | España | 2002-2003 |
| C. F. Ciudad de Murcia       | España | 2003-2004 |
| S. D. Eibar                  | España | 2004-2008 |

### Como entrenador
| Club                       | País   | Año       |
| -------------------------- | ------ | --------- |
| Real Avilés juvenil        | España | 2010-2011 |
| Selección asturiana Sub-16 | España | 2011-2012 |
| Real Avilés juvenil        | España | 2012-2013 |
| Astur C. F. juvenil        | España | 2013-2015 |
| Real Avilés "B"            | España | 2015      |
| C. D. Praviano             | España | 2018-2020 |
| C. D. Mosconia             | España | 2020-2021 |
| Club Marino                | España | 2021-2023 |
| S. D. Compostela           | España | 2023      |
| Club Marino                | España | 2024-     |

## Palmarés

### Campeonatos nacionales
| Título        | Club                         | País   | Año     |
| ------------- | ---------------------------- | ------ | ------- |
| Liga española | R. C. Deportivo de La Coruña | España | 1999/00 |